# Flabellina exoptata
Flabelline de la passion, Flabelline désirée
Espèce
Flabellina exoptata, communément nommée Flabelline de la passion ou Flabelline désirée, est une espèce de mollusque gastéropode marin appartenant aux  nudibranches, et plus particulièrement à la famille des Flabellinidae.

## Distribution
La Flabelline de la passion est présente dans les eaux tropicales de la région Indo-Ouest Pacifique,.
La taille maximale de cette flabelline est de 48 mm.

## Galerie d'images

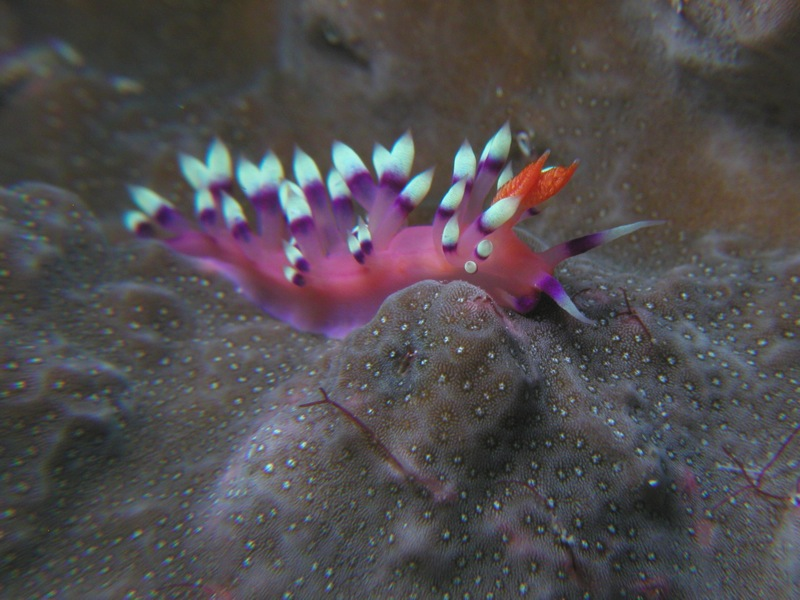
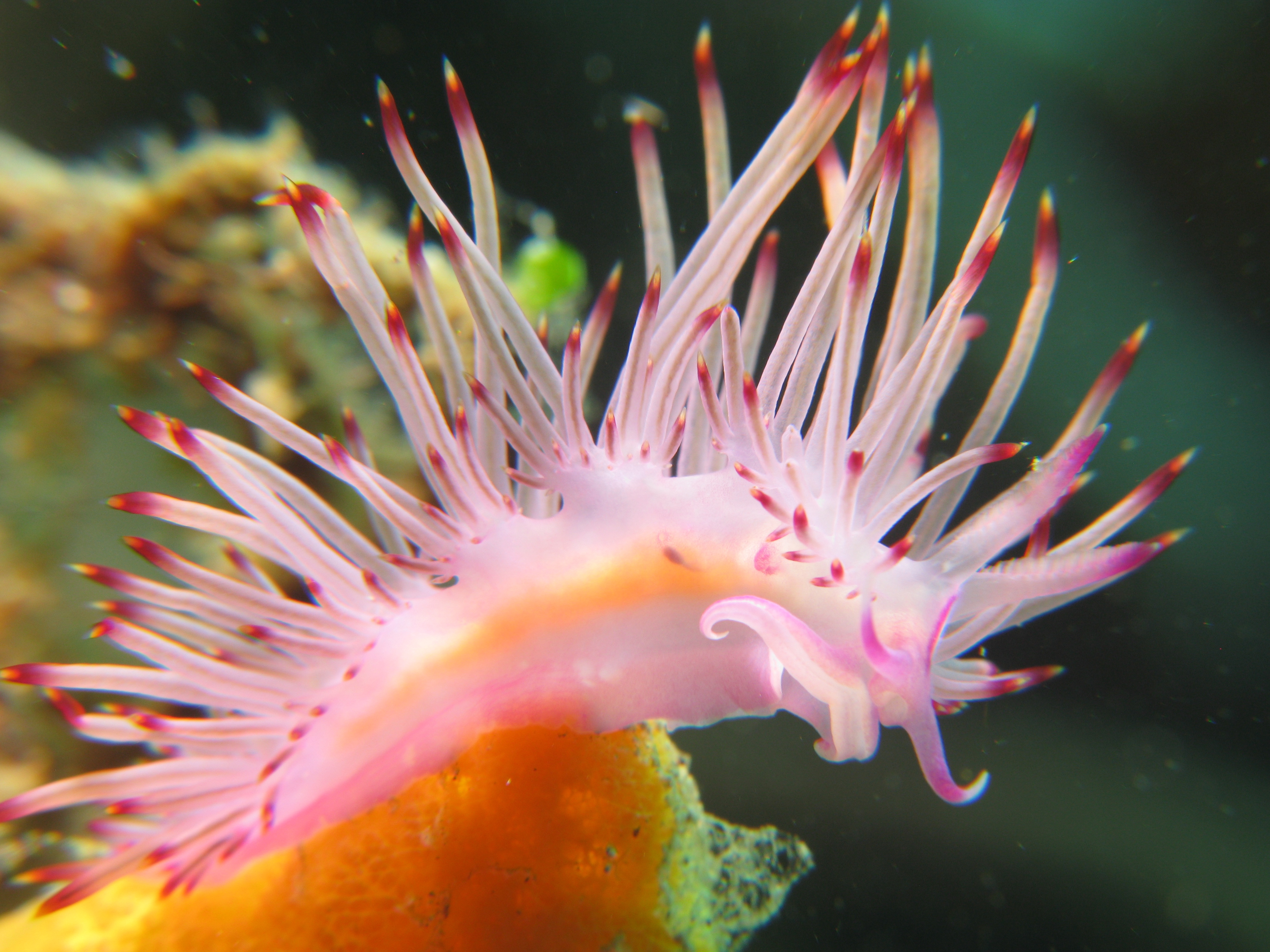